# ما تقول لنا صاحب
ما تقول لنا صاحب هي أغنية من غناء الفنان الراحل طلال مداح و كلمات أحمد عبد الغني بنونه و ألحان سراج عمر.

## كلمات الأغنية
ما تقول لنا صاحب .. فينه زمان غايب 
نسأل عليه واجب ..كان العشم أكبر 
الا كان العشم أكبر ...
ما بحت لك سري .. خبيته في صدري 
اهواك وما تدري .. اصل الغلط .. اصل الغلط مني 
دول حنو عذالي .. وبكوا على حالي 
سر الهوى غالي .. وعذابُ .. عذابُ كان أكبر .. 
انا كدا اتحمل .. وانته كدا تعمل 
بالصحبة ما تسأل .. غلطان .. غلطان في ظني ..